# 크레이스 형제
《크레이스 형제》(The Krays)는 영국에서 제작된 피터 메덕 감독의 1990년 드라마 영화이다. 빌리 화이틀로 등이 주연으로 출연하였고 레이 버디스 등이 제작에 참여하였다. 크레이 형제의 삶과 범죄를 다루었다.

## 출연

### 주연
- 빌리 화이틀로
- 톰 벨

### 조연
- 게리 켐프
- 마틴 켐프
- 수잔 플리트우드
- 샤롯 콘웰
- 케이트 하디
- 아비스 버니지

## 기타
- 협력프로듀서: 폴 코원
- 미술: 마이클 피코드
- 의상: 린디 헤밍
- 배역: 노엘 데이비스
- 배역: 제레미 지머먼